# Ljubezen kapital
Ljubezen kapital je opera v treh dejanjih skladatelja Janija Goloba. Libreto je napisal Vinko Möderndorfer. Krstna izvedba je bila 27. junija 2012 v Ljubljanski operi v okviru 60-letnice Festivala Ljubljana. 
Opera je bila sicer po več letih pisanja dokončana že 20. septembra 2010. Klasična premiera pa je bila izvedena 11. oktobra 2012 prav tako v Ljubljanski operi ob praznovanju 120-letnice SNG Opere in baleta Ljubljana. Sprva je bila krstna izvedba predvidena ob otvoritvi po zadnji prenovi Ljubljanske opere. Opera ima 3640 taktov , obsega skupno kar 402 strani partiture, ter traja 2 uri in 20 minut brez prestanka. Jani Golob je pred tem ustvaril že dve operni deli, Krpanovo kobilo (1992) in Medejo (2000). Zgodba opere Ljubezen kapital govori o življenjskih vrednotah; da je največji kapital v življenju ljubezen, vse ostalo v resnici sploh ne šteje. 

## Osebe
- Nina (študentka) - sopran
- Oče - bariton
- Mama - alt
- Gornik - tenor
- Jernej (delavec) - tenor
- Gruden (kapitalist) - bariton
- Pevec - bariton
- Pevka - sopran
- Varnostnik - bariton
- Duhovnik - bas

## Vsebina
Zgodba je postavljena v današnji čas, kjer smo vsi ljudje na tem svetu, tudi Slovenci, prepričani da so edine vrednote denar, pohlep, kopičenje bogastva in boj za oblast. Cela zgodba se vrti okoli ljubezenskega trikotnika med tremi osebami, ki prihajajo iz različnih slojev. In tako se vzpostavi razredni konflikt, ki se meša z ljubeznijo, čustvovanjem in na drugi strani z ljubosumjem.